# Piz Corvatsch
Il Piz Corvatsch (3.451 m s.l.m.) è una montagna del Massiccio del Bernina nelle Alpi Retiche occidentali.

## Descrizione
Si trova nello svizzero Canton Grigioni. Una funivia parte da Silvaplana ed arriva appena sotto il Piz Murtel (3.304 m), anticima del Piz Corvatsch.